# ヴェトリノ
座標: 北緯43度19分 東経27度26分 / 北緯43.317度 東経27.433度

ヴェトリノ
Ветрино
Yasatepeヴェトリノ ブルガリア内のヴェトリノの位置

ヴェトリノ（ブルガリア語:Ветрино / Vetrino、トルコ語ではヤサテペ:Yasatepe）はブルガリア北東部の町、およびそれを中心とした基礎自治体。ヴァルナ州に属する。
東西にはヴァルナとソフィアを結ぶヘムス高速道路が通り、また南北にはロシア方面からギリシャ、トルコへと結ばれる。ヴァルナからは54キロメートルであり、シュメンからもほぼ等距離である。

## 姉妹都市
ヴェトリノは以下の町と姉妹都市提携をしている[2]。
- ドゥブニャニ (Dubňany)、チェコ共和国
- ブロホロド＝ドニシトロフシキイ (Білгород-Дністровський / Bilhorod-Dnistrovskyi)、ウクライナ
- イェニチフリク (Yeniçiftlik)、トルコ

## 町村
ヴェトリノ基礎自治体 (Община Ветрино) には、その中心であるヴェトリノをはじめ、以下の町村（集落）が存在している。
- Белоградец
- Ветрино
- Габърница
- Доброплодно
- Млада гвардия

- Момчилово
- Невша
- Неофит Рилски
- Средно село
- Ягнило